# Viburnum omeiense
Viburnum omeiense är en desmeknoppsväxtart som beskrevs av Ping Sheng Hsu. Viburnum omeiense ingår i släktet olvonsläktet, och familjen desmeknoppsväxter. Inga underarter finns listade i Catalogue of Life.